# Associazione Calcio Prato 1954-1955
Questa voce raccoglie le informazioni riguardanti l'Associazione Calcio Prato nelle competizioni ufficiali della stagione 1954-1955.

## Rosa
| N. |                   | Ruolo | Calciatore          |
| -- | ----------------- | ----- | ------------------- |
|    | Italia (bandiera) | C     | Franco Allevi       |
|    | Italia (bandiera) | D     | Ettore Arlotti      |
|    | Italia (bandiera) | P     | Cesare Baldi        |
|    | Italia (bandiera) | P     | Giuseppe Berni      |
|    | Italia (bandiera) | C     | Francesco Bizzai    |
|    | Italia (bandiera) | A     | Giancarlo Bolognesi |
|    | Italia (bandiera) | C     | Giuseppe Catalani   |
|    | Italia (bandiera) | D     | Luigi Coeli         |
|    | Italia (bandiera) | A     | Natale Colla        |
|    | Italia (bandiera) | C     | Giovanni Fabris     |
|    | Italia (bandiera) | D     | Giuseppe Formica    |

| N. |                   | Ruolo | Calciatore        |
| -- | ----------------- | ----- | ----------------- |
|    | Italia (bandiera) | C     | Velio Freschi     |
|    | Italia (bandiera) | C     | Euro Giannini     |
|    | Italia (bandiera) | C     | Mario Lenci       |
|    | Italia (bandiera) | A     | Lombardi          |
|    | Italia (bandiera) | P     | Luciano Masotti   |
|    | Italia (bandiera) | C     | Aldo Perni        |
|    | Italia (bandiera) | A     | Franco Rossi      |
|    | Italia (bandiera) | A     | Sandro Tanganelli |
|    | Italia (bandiera) | D     | Renato Targioni   |
|    | Italia (bandiera) | C     | Mario Verdolini   |